# С̌
Cette page contient des caractères spéciaux ou non latins. S’ils s’affichent mal (▯, ?, etc.), consultez la page d’aide Unicode.
Ne doit pas être confondu avec la lettre latine c caron (Č č).
С̌ (minuscule : с̌), appelé es caron, est une lettre additionnelle de l’alphabet cyrillique utilisée en wakhi. Elle est composée du es ‹ С › diacrité d’un caron.

## Représentation informatique
L’es caron peut être représenté avec les caractères Unicode suivants (cyrillique, diacritiques) :
| formes    | représentations | chaînes de caractères | points de code | descriptions                                     |
| --------- | --------------- | --------------------- | -------------- | ------------------------------------------------ |
| capitale  | С̌               | С◌̌                    | U+0421 U+030C  | lettre majuscule cyrillique es diacritique caron |
| minuscule | с̌               | с◌̌                    | U+0441 U+030C  | lettre minuscule cyrillique es diacritique caron |